# ハンシカ・モトワニ

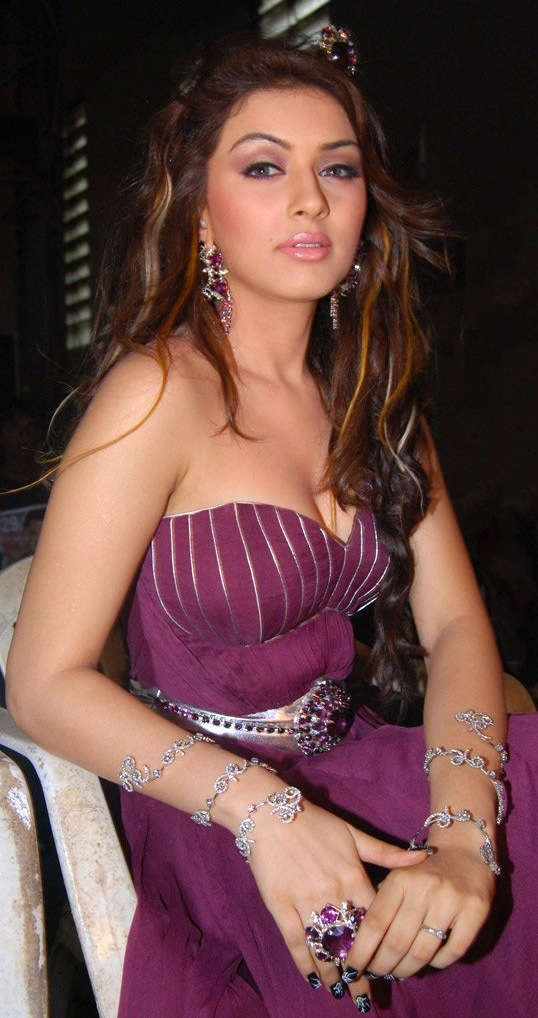
ハンシカ・モトワニ

ハンシカ・モトワニ（Hansika Motwani、マラーティー語: हंसीका मोटवानी、1991年8月9日 - ）は、インドのマディヤ・プラデーシュ州インドール出身の女優、モデル。
2003年ごろから子役として活動していたがPrashant Chadha監督のAap Kaa Surroor – The Real Luv Storyで主演を務め、フィルムフェア賞の最優秀新人女優にノミネートされた。
仏教を信仰している。